# Greatest Hits (Tom Petty)
Greatest Hits è una compilation di Tom Petty and the Heartbreakers pubblicato nel 1993, dalla casa discografica MCA. L'album raccoglie i maggiori successo del gruppo e due inediti ed ha totalizzato oltre 500 settimane in classifica nella Billboard 200 album.

## Tracce
Brani composti da Tom Petty eccetto dove indicato.
1. American Girl – 3:30
2. Breakdown – 2:42
3. Listen to Her Heart – 3:01
4. I Need to Know – 2:23
5. Refugee – 3:21 (Tom Petty, Mike Campbell)
6. Don't Do Me Like That – 2:40
7. Even the Losers – 3:35
8. Here Comes My Girl – 4:33
9. The Waiting – 3:54
10. You Got Lucky – 3:37 (Tom Petty, Mike Campbell)
11. Don't Come Around Here No More – 5:06 (Tom Petty, Dave Stewart)
12. I Won't Back Down – 2:56 (Tom Petty, Jeff Lynne)
13. Runnin' Down a Dream – 4:23 (Tom Petty, Jeff Lynne, Mike Cambell)
14. Free Fallin' – 4:14 (Tom Petty, Jeff Lynne)
15. Learning to Fly – 3:57 (Tom Petty, Jeff Lynne)
16. Into the Great Wide Open – 3:38 (Tom Petty, Jeff Lynne)
17. Mary Jane's Last Dance (inedito) – 4:32
18. Something in the Air (Thunderclap Newman cover) – 3:15 (John Keen)